# Ратич Олексій Онисимович

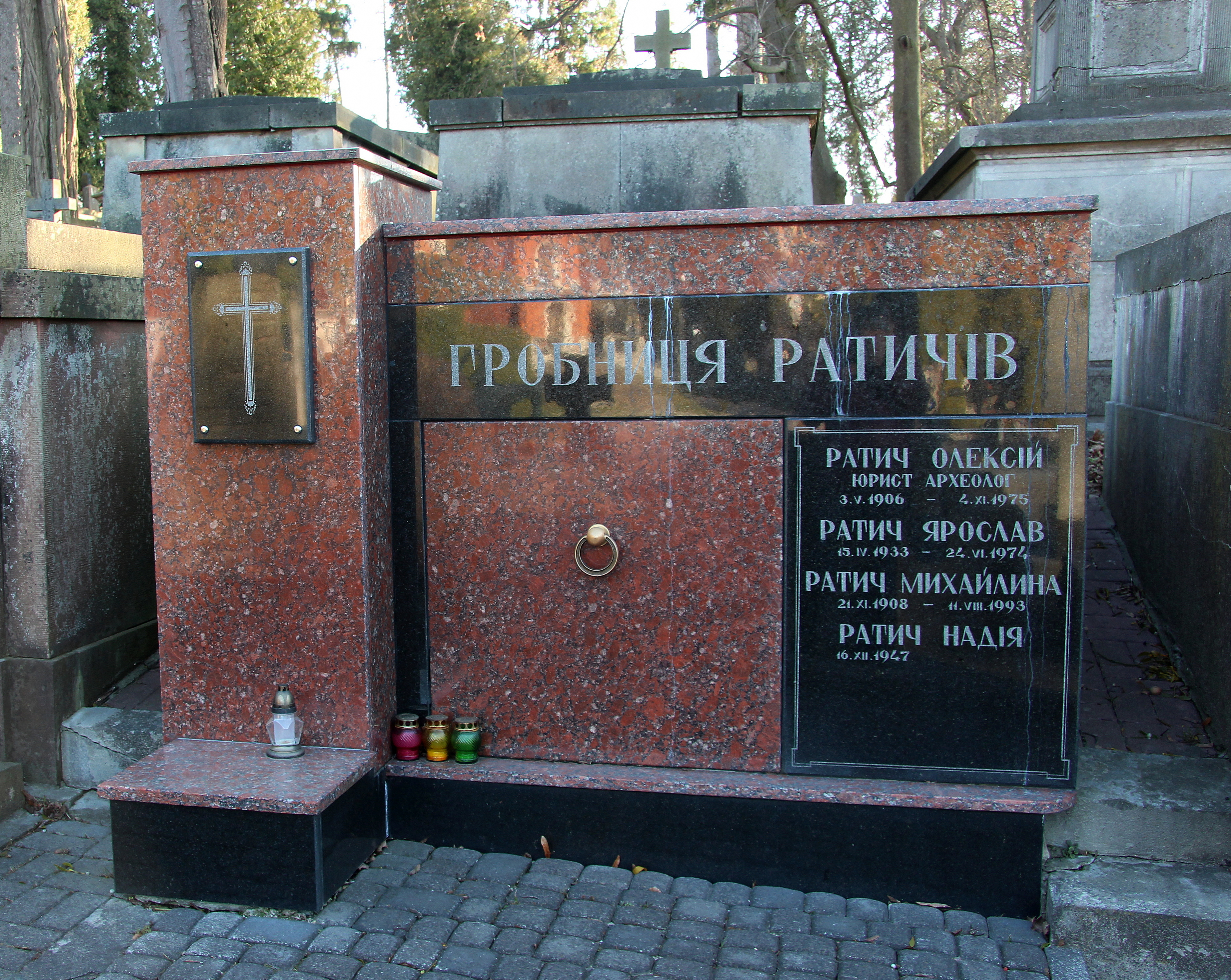

Олексій Онисимович Ратич (3 травня 1906, с. Берездівці, — 4 листопада 1975, Львів) — історик, археолог, кандидат історичних наук, старший науковий співробітник. Досліджував пам'ятки княжої доби, історію та культуру населення Прикарпаття і Волині в добу Київської Русі та Галицько-Волинського князівства.

## Життєпис
Народився 3 травня 1906 року в с. Берездівці в сім'ї малоземельних селян. Тут навчався у школі, яку закінчив 1917 року, згодом – у класичній гімназії у Станиславові, яку закінчив з відзнакою. У 1925–1929 роках навчався на юридичному факультеті Львівського університету й отримав диплом магістра юридичних наук. Одночасно з навчанням в університеті пройшов однорічний загальноекономічний курс у Вищій школі закордонної торгівлі у Львові.

Упродовж 1930–1939 років працював в юридичних установах Станиславова, Тисмениці, Лопатина і Щирця. Був директором вечірньої неповносередньої школи в с. Острові Щирецького району та інспектором районного відділу народної освіти у Щирці (1939–1940).

Під час війни був евакуйований і працював обліковцем в одному з колгоспів Актюбінської області Казахстану (1941–1944) і в Бузькому радгоспі Новоодеського району Миколаївської області (1945 – квітень 1946). З травня по грудень 1946 – старший лаборант Інституту економіки АН УРСР.

З 1947 пов'язав свою долю з археологією, працював молодшим науковим співробітником Львівського відділу Інституту археології АН УРСР, який після створення 1951 року Інституту суспільних наук АН УРСР став його структурним підрозділом. З 1947 до 1959 займав посаду молодшого, а з 1959 до 1970 – старшого наукового співробітника цієї установи.

У 1953 році захистив кандидатську дисертацію.

Помер 4 листопада 1975 року. Похований на Личаківському цвинтарі у Львові (поле № 67) у родинному склепі поруч з дружиною Михайлиною (з дому Стенкевич) і сином Ярославом.

## Наукові дослідження
Активно провадив польові археологічні дослідження. У 1947–1949 роках працював на розкопках Пліснеського городища під керівництвом І. Старчука.

У 1947 році разом з київськими археологами В. Гончаровим і М. Брайчевським досліджував стародавній Городськ на Житомирщині.

У 1949 році очолював розвідкову археологічну експедицію у Верхньому Подністер'ї, під час якої обстежено 12 городищ і 6 поселень, проведено невеликі розвідкові розкопки і виявлено цікаві археологічні матеріали, в т. ч. бронзові енколпіони на городищі Стінка У 1950 році, спільно з Ю. Захаруком, розкопуючи одне з поселень поблизу с. Ріпнів на Львівщині (Ріпнів І), відкрили шість житлових будівель VII–XI ст. та виявили цікавий комплекс археологічних знахідок. 1951 року брав участь у розкопках Галича.

У 1953 році дослідив ґрунтовий могильник XI–XII ст. у с. Копачинці на Івано-Франківщині, де виявив понад 30 тілопокладних поховань.

Започаткував професійні археологічні розкопки Львова. Дослідження 1955–1956 років на території Високого замку та біля його підніжжя показали, що поселення існувало тут задовго до першої літописної згадки 1256 року, у X–XI ст. До вивчення Львова повернувся 1975 року, коли був організований історико-архітектурний заповідник і відновилися археологічні розкопки міста. Виявлені за його участі на південно-західному краю Замкової гори залишки круглої кутової вежі з прилеглими до неї ділянками південної і західної стін фортеці, а також уламки посудин XII–XIV ст. згодом послужили дослідникам підставою датувати ці споруди XIII ст. або й ранішим часом.

Упродовж 1957–1962 років здійснив розкопки у Судовій Вишні на Львівщині, про цікаві результати яких доповідав на Міжнародному конгресі слов'янської археології 1965 року у Варшаві.

Вагомим внеском у розвиток археології стали масштабні дослідження вченого у Перемилі на Волині (1963–1964) і у Звенигороді (1965–1973). Кілька польових сезонів першої половини 70-х років XX ст. присвятив «карпатській» археології. Дослідив «Могилу Святослава» і підтвердив археологічними матеріалами літописну згадку і місцеву традицію про можливе поховання деревлянського князя Святослава Володимировича в урочищі «Долина Святослава» на правому березі р. Опір. Розвідковими роботами зафіксовано цікаві земляні укріплення біля Тухлі і Гребенова, на городищі Золота гора у Верхньому Синьовидному відкрито житлові споруди IX–XI ст., які існували тут ще до побудови монастиря, що згадується у літописі 1240 року.

З іменем О. Ратича пов'язані розвідкові дослідження городищ Бич біля Стебника, в околицях Львова, пам'яток Розточчя та багато інших.

За майже 30 років наукової діяльності О. Ратичем вивчено низку важливих пам'яток княжої доби, закладено надійну базу для розгортання майбутніх досліджень.

Здобутки О. Ратича в археології не втратили своєї наукової та пізнавальної вартості, про що свідчать публікації дослідників з різних країн, у закордонних виданнях, в яких широко використано праці вченого.

## Біобібліографія
1. Древнерусские археологические памятники на территории Галицкой и Волынской земель. Автореф... дисс. канд. ист. наук. – Львов, 1953. (рос.)
2. Итоги археологических исследований древнерусских памятников на территории Галицкой и Волынской земель // Краткие сообщения Института археологии АН УССР. – 1953. – Вип. 2. – С. 31–33. (рос.)
3. Підсумки досліджень древньоруських археологічних пам’яток на території Галицької і Волинської земель // Наукові записки Інституту суспільних наук. Т. II. Матеріали і дослідження по археології УРСР. – Київ, 1954. – С. 5–15.
4. Археологічна розвідка на верхньому Дністрі в 1949 р. [Архівовано 6 серпня 2016 у Wayback Machine.] // Археологічні пам'ятки УРСР. - 1955. – Т. V. – С. 158–164.
5. Древнерусский могильник в с. Копачинцы Станиславской области // Краткие сообщения Института археологии АН УССР. – 1955. – Вып. 4. – С. 25–26. (рос.)
6. Слов'янське поселення біля с. Ріпнів Львівської області [Архівовано 6 серпня 2016 у Wayback Machine.] // Археологічні пам'ятки УРСР. – 1955. – Т. V. – С. 40-46 [співавт.: Ю. М. Захарук].
7. Археологічні пам’ятки Львова і околиць // Нариси історії Львова. – Львів, 1956. – С. 103–112.
8. Древньоруські археологічні пам'ятки на території західних областей УРСР. – Київ, 1957. – 96 с.
9. Раскопки на Замковой горе во Львове в 1955 г. // Краткие сообщения Института археологии АН УССР. – 1957. – Вып. 7. (рос.)
10. Древньоруські вироби з кості і рогу знайдені на території Галицької і Волинської земель // Матеріали і дослідження з археології Прикарпаття і Волині. – 1959. – Вип. 2. – С. 119–131.
11. Волиняни // Українська радянська енциклопедія. – Т. 2. – Київ, 1960.
12. Древньоруські матеріали з розкопок 1955–1956 рр. на Замковій горі у Львові // Матеріали і дослідження з археології Прикарпаття і Волині. – 1961. – Вип. 3. – С. 115–127.
13. Городища Росточья // Краткие сообщения Института археологии АН УССР. – 1962. – Вып. 12.– С. 87–91. (рос.)
14. Результати досліджень древньоруського городища Замчиська в м. Судова Вишня Львівської області в 1957–1959 рр. // Матеріали і дослідження з археології Прикарпаття і Волині. – 1961. – Вип. 4. – С. 106–119.
15. Пліснеськ // Українська радянська енциклопедія. – Т. 12. – Київ, 1963.
16. Судова Вишня // Українська радянська енциклопедія. – Т. 12. – Київ, 1963.
17. До питання про розташування і оборонні споруди древньоруських городів Південно-Західної Русі // Матеріали і дослідження з археології Прикарпаття і Волині. – 1964. – Вип. 5. – С. 115–129.
18. Древнерусские городища в Судовой Вишне (Львовская область УССР). Тезисы докладов советской делегации на Международном конгрессе славянской археологии. – Москва, 1965. – С. 49–52. (рос.)
19. До питання про давньоруські житла Південно-Західної Русі // Тези доповідей міжвузівської ювілейної наукової конференції, присвяченої 25–річчю возз’єднання Північної Буковини з Українською РСР. – Чернівці, 1965. – С. 101–102.
20. Исследование городища в с. Перемыль на Волыни в 1963–1964 гг. // Материалы сессии посвященной итогам археологических и этнографических исследований 1964 г. в СССР. Тезисы докладов. – Баку, 1965. – С. 140–141. (рос.)
21. Стародавній Перемиль // ХХХІХ наукова конференція Львівського університету, присвячена підсумкам науково-дослідної роботи університету за 1964 р. Тези доповідей. – Львів, 1965. – С. 60–61.
22. Древньоруські археологічні пам’ятки в зоні затоплення Бурштинської ДРЕС // Тези доповідей Подільської історико-краєзнавчої конференції (жовтень 1965). – Хмельницький, 1965. – С. 81–83 [співавт.: В.Д. Баран].
23. Городища в с. Добростани і Страдч на Львівщині // Археологія. – 1966. – Т. XX. – С. 227–229.
24. Дослідження літописного Звенигорода у 1965 р. // XL наукова конференція, присвячена підсумкам науково-дослідної роботи (Львівський університет) за 1965 р. Тези доповідей. – Львів, 1966. – С. 77.
25. Раскопки в Звенигороде на Белке // Археологические открытия 1966. – Москва, 1967. – С. 247–249. (рос.)
26. Західноукраїнські землі в епоху Київської Русі та в період феодальної роздробленості. – В кн.: Торжество історичної справедливості. – Львів, 1968. – С. 44–62.
27. Місцезнаходження і топографія літописного Звенигорода // Матеріали ІІ Подільської історико-краєзнавчої конференції. – Львів, 1968. – С. 137–138.
28. Раскопки в Звенигороде на Белке // Археологические открытия 1968. – Москва, 1969. – С. 334–335. (рос.)
29. До питання про соціально-економічний характер літописної Вишні // Матеріали III–ї Подільської історико-краєзнавчої конференції. – Львів, 1970. – С. 137–138.
30. Древнерусский стольный город Звенигород на Белке в свете археологических исследований 1965–1969 гг. // Тезисы докладов на заседаниях, посвященных итогам полевых исследований 1969 г. – Москва, 1970. – С. 39–43. (рос.)
31. Звенигород // Жовтень. – 1970. – № 9.
32. Les anciens Ensembles fortifiés russes de Sudovaja Višnja (République socialiste Soviétique de L’Ukraine, région de Lvov // I Międzynarodowy kongres archeologii słowiańskiej. T. III. – Warszawa–Kraków–Wrocław, 1970. – S. 41–51. (фр.)
33. Новые данные о Звенигороде на Белке // Археологические открытия 1969 – Москва, 1970. – С. 290–291. (рос.)
34. Багате поховання рубежу X–XI ст. у Судовій Вишні // Середні віки на Україні. – 1971. – Вип. 1. – С. 162–168.
35. Исследования древнего Плеснеска // Археологические открытия 1970. – Москва, 1971. – С. 300–301 [співавт.: Р. С. Багрій]. (рос.)
36. Надпись на амфоре из Звенигорода на Белке // Археологические открытия 1970. – Москва, 1971. – С. 295. (рос.)
37. Столиці удільних князівств Галицької землі XI–XIV ст. // Матеріали звітної наукової сесії Інституту суспільних наук АН УРСР 1971 р. – Київ, 1971. – С. 86–87.
38. Дослідження в с. Звенигород і м. Сколе на Львівщині // Тези пленарних і секційних доповідей (Результати польових археологічних досліджень 1970–1971 рр. на території України). – Одеса, 1972. – С. 352–354.
39. Дослідження Звенигородської експедиції // Археологічні дослідження на Україні в 1969 р. – 1972. – Вип.4. – С. 313–316.
40. Особые печи в древнем Звенигороде на Белке // Археологические открытия 1971. – Москва, 1972. – С. 388–389. (рос.)
41. Раскопки кургана «Могила Святослава» // Археологические открытия 1971. – Москва, 1972. – С. 382. (рос.)
42. Стародавній Пліснеськ. – Львів, 1972.
43. Літописний Звенигород // Археологія. – 1973. – Вип. 12. – С. 87–94.
44. Работы в летописном Звенигороде на Белке и в Карпатах // Археологические открытия 1972. – Москва, 1973. – С. 313–314 [співавт.: І. Р.Могитич]. (рос.)
45. К вопросу о княжеских дворцах в стольных городах Галицкой Руси XI–XIV вв. // Культура средневековой Руси. – Ленинград, 1974. – С. 188–191. (рос.)
46. Разведка по р. Опор // Археологические открытия 1973. – Москва, 1974. – С. 333. (рос.)
47. О работах Звенигородской экспедиции // Археологические открытия 1973. – Москва, 1974. – С. 333–334 [співавт.: В. С. Шеломенцев-Терський]. (рос.)
48. Разведка в районе Дрогобыча // Археологические открытия 1974. – Москва, 1975. – С. 294 [співавт.: В. І. Козак]. (рос.)
49. Сокальский клад // Археологические открытия 1974. – Москва, 1975. – С. 255 [співавт.: Р. С. Багрій]. (рос.)
50. Населення Прикарпаття і Волині в епоху Київської Русі та в період феодальної роздробленості. – В кн.: Населення Прикарпаття і Волині за доби розкладу первіснообщинного ладу та в давньоруський час. – Київ, 1976. – С. 132–206.
51. Раскопки во Львове // Археологические открытия 1975. – Москва, 1976. – С. 298 [співавт.: Р. С. Багрій, І. Р. Могитич, І. К. Свєшніков]. (рос.)
52. Яким був літописний Звенигород // Жовтень. – 1976. – № 9. – С. 140–142 [співавт.: В. Терський].